# Nyceryx subaurea
Nyceryx subaurea är en fjärilsart som beskrevs av Köhler 1924. Nyceryx subaurea ingår i släktet Nyceryx och familjen svärmare. Inga underarter finns listade i Catalogue of Life.